# Lijst van parken in Friesland
Dit is een lijst van parken in Friesland die publiek toegankelijk zijn, zoals stadsparken. 
| Plaats        | Park                     | Jaar                   | Architect                                  | Bijzonderheden | Afbeelding |
| ------------- | ------------------------ | ---------------------- | ------------------------------------------ | --- | ---------- |
| Beetsterzwaag | Overtuin van Lyndensteyn | 18e eeuw               | Lucas Pieters Roodbaard                    | Engelse tuin, beeld Neptunes gemaakt door Ignatius van Logteren                                                               |            |
| Berlikum      | Hemmemapark              |                        |                                            | |            |
| Bolsward      | Julianapark              | 1913                   | M. Meijer                                  | Park is rijksmonument 512821. De entree, de parkwachterswoning en de muziektent zijn ook rijksmonumenten. Vijver met fontein. |            |
| Dokkum        | Bonifatiuspark           |                        |                                            | |            |
| Dokkum        | Fonteinspark             |                        |                                            | |            |
| Dokkum        | Tolhuispark              |                        |                                            | |            |
| Drachten      | Burmaniapark             |                        |                                            | |            |
| Drachten      | De Singels               |                        |                                            | |            |
| Drachten      | Reidingpark              |                        |                                            | |            |
| Drachten      | Slingepark               |                        |                                            | |            |
| Drachten      | Thalenpark               | 1958                   | Hein Otto                                  | genoemd naar Jan Lourens Thalen                                                                                               |            |
| Drachten      | Van Haersmapark          | Drie oorlogsmonumenten | Lucas Pieters Roodbaard of Gerrit Vlaskamp | |            |
| Franeker      | Sjaerdemapark            | 1960                   |                                            | |            |
| Grouw         | Wilhelminapark           | 1896                   | Gerrit Vlaskamp                            | |            |
| Harlingen     | Engelse Tuin             | 1843                   | Lucas Pieters Roodbaard                    | Onder de grond liggen bunkers                                                                                                 |            |
| Harlingen     | Harmenspark              | 1901                   |                                            | In 2018-'19 gerenoveerd |            |
| Heerenveen    | Amelius van Oenemapark   | 2009                   |                                            | |            |
| Joure         | Park Heremastate         | 1680, 1832             | Lucas Pieters Roodbaard                    | |            |
| Kollum        | Wilhelminapark           |                        |                                            | |            |
| Leeuwarden    | Abbingapark              | 1979                   |                                            | genoemd naar Abbinga State |            |
| Leeuwarden    | Dr. Zamenhofpark         | 1942                   |                                            | Bij aanleg Oosterpark genoemd, in 1959 genoemd naar L.L. Zamenhof                                                             |            |
| Leeuwarden    | Julianapark              | 1942                   | tuinarchitect Jan Vroom jr.                | vijver met fontein |            |
| Leeuwarden    | Kronenbergerpark         | 1986                   |                                            | kunstwerk Porta Futura van Jozef van der Horst                                                                                |            |
| Leeuwarden    | Noorderplantage          | 1843                   |                                            | Pier Pandertempel, molenaarshuis, Van Eysingabank, beeld De Koerierster, Beatrixboom                                          |            |
| Leeuwarden    | Oostervijverpark         |                        |                                            | |            |
| Leeuwarden    | Prinsentuin              | 1648, 1822             | Lucas Pieters Roodbaard                    | |            |
| Leeuwarden    | Rengerspark              | 1906                   | Hendrik Copijn                             | In het park staat een oorlogsmonument                                                                                         |            |
| Leeuwarden    | Westerpark               | 1872                   | Gerrit Vlaskamp                            | |            |
| Leeuwarden    | Westerplantage           |                        |                                            | |            |
| Oenkerk       | Park Stania State        | 1843                   | Lucas Pieters Roodbaard                    | rijksmonument 519582 |            |
| Oldeberkoop   | Koepelbos                | 1825                   | Lucas Pieters Roodbaard                    | Staatsbosbeheer |            |
| Olterterp     | Park Huize Olterterp     | 1793                   | Lucas Pieters Roodbaard                    | It Fryske Gea |            |
| Oranjewoud    | De Overtuin              | 17e eeuw               |                                            | Sinds 1953 eigendom van de gemeente                                                                                           |            |
| Rauwerd       | Park Jongemastate        |                        |                                            | Eigendom van It Fryske Gea. Ook Raerder Bosk genoemd                                                                          |            |
| Sneek         | De Hooppark              |                        |                                            | genoemd naar burgemeester Petrus Jacobus de Hoop                                                                              |            |
| Sneek         | Harinxmalandpark         |                        |                                            | |            |
| Sneek         | De Potten                |                        |                                            | |            |
| Sneek         | Natuurpark Duinterpen    | 2005                   |                                            | |            |
| Sneek         | Julianapark              |                        |                                            | |            |
| Sneek         | Rasterhoffpark           |                        |                                            | Genoemd naar burgemeester Ludolf Rasterhoff                                                                                   |            |
| Sneek         | Spoordok                 | 1937                   |                                            | |            |
| Sneek         | Wilhelminapark           | 1898                   |                                            | |            |
| Sneek         | Zwettebos                | 1970                   |                                            | |            |
| Tietjerk      | Park Vijversburg         | 1844                   | Nicolaas Ypey                              | |            |
| Wolvega       | Nieuwe Aanleg            | 1839                   | Lucas Pieters Roodbaard                    | |            |